# 포스트스크립트
포스트스크립트(PostScript, PS)는 어도비 시스템을 설립한 존 워낙(John Warnock)과 찰스 게시케(Charlse Geschke)가 만든 페이지 기술 언어의 일종이다. 스크립트라는 말 그대로 포스트스크립트 파일은 사람이 읽을 수 있게끔 되어있으며, 실제로 PCL 언어와는 달리 바이너리화 되어 있지 않아서 텍스트편집기 등에서 ISOLatin1 언어 포맷으로 읽을 수 있고, 또한 장치에 독립적일 수도 있다. 그러나 포스트스크립트를 지원하는 프린터나, 드라이버를 제작하는 것이 비교적 어렵고, 또한 프린터 내부적으로 해석 과정을 거친 후에 바이너리화를 해야 하기 때문에 프린터 내부 프로세싱이 많이 요구된다.
1985년 애플이 처음으로 포스트스크립트 엔진을 포함한 프린터 레이저라이터를 출시했으며, 이로부터 탁상 출판의 혁명이 시작되었다. 한때는 그래픽 처리의 사실상 표준이었으나 최근에는 PDF에게 점점 그 자리를 내주고 있다. 또한 운영 체제나 응용 프로그램에서 포스트스크립트 파일을 처리하는 경우가 많기 때문에, 프린터에 포스트스크립트 엔진을 포함하는 경우도 줄고 있다.

## 역사
포스트스크립트 언어의 개념은 존 워녹이 에반스 앤드 서더랜드라는 한 컴퓨터 그래픽스 회사에서 일하고 있던 1976년에 시작되었다. 당시 존 워녹은 뉴욕 항구의 대형 3차원 그래픽스 데이터베이스를 위한 인터프리터를 개발하고 있었다. 워녹은 이러한 그래픽스를 처리하기 위한 디자인 시스템 언어를 고안하였다.
1985년 3월, 애플의 레이저라이터는 포스트스크립트를 장착한 최초의 프린터였으며 1980년대 중반 탁상출판(DTP) 혁명에 불을 붙였다.

## 언어

### "Hello world"
Hello World 프로그램은 포스트스크립트(레벨 2)에서 다음과 비슷하다:
```
 
%!PS

 
/Courier
             
% name the desired font

 
20
 
selectfont
        
% choose the size in points and establish

                      
% the font as the current one

 
72
 
500
 
moveto
        
% position the current point at

                      
% coordinates 72, 500 (the origin is at the

                      
% lower-left corner of the page)

 
(Hello world!)
 
show
  
% stroke the text in parentheses

 
showpage
             
% print all on the page

```

출력 장치가 콘솔을 갖고 있으면 다음과 같다:
```
 
%!PS

 
(Hello world!)
 
=

```

## 같이 보기
- 포스트스크립트 글꼴
- 어도비 시스템즈
- 글꼴
- 벡터 그래픽스
- PDF
- EPS
- 고스트스크립트